# Nina Kulagina
Pour les articles homonymes, voir Koulaguina.
Nina Kulagina (en russe : Нинель Сергеевна Кулагина, Ninel Sergueïevna Koulaguina), née le 30 juillet 1926 à Léningrad et morte le 11 avril 1990, est une parapsychologue et médium russe qui dit avoir possédé des pouvoirs psychiques, en particulier la télékinésie. Des recherches ont été menées par l'URSS sur ses supposés pouvoirs lors des 20 dernières années de sa vie. Kulagina utilisait des aimants et d'autres astuces pour réaliser ses démonstrations. Elle a été vue en train de tricher lors de ses démonstrations à plusieurs occasions, d'après les auteurs Joel Levy et Mike Dash ou encore par l'écrivain scientifique Martin Gardner.

## Biographie
Pendant la guerre froide, des films supposés attester de ses « pouvoirs » ont été tournés. On y voit Kulagina déplaçant des objets sous des dômes de verre , faisant flotter une boule dans le vide, séparant le blanc et le jaune d'un œuf sous l'eau, changer l’acidité de l'eau (pH), ... La plus célèbre expérience restant celle où Kulagina aurait arrêté le cœur d'une grenouille par la seule force de sa pensée. Selon les rapports de l'URSS, 40 scientifiques, dont deux lauréats du prix Nobel , ont étudié Kulagina. Selon Kulagina, ses « pouvoirs » qu'elle pense hérités de sa mère, seraient plus puissants lorsqu'elle est en colère.  
Beaucoup restent sceptiques sur l'affaire Kulagina, comme Vladimir Lvov, qui a publié un article affirmant que Kulagina serait une prestidigitatrice.

## Autres Médias
- Personnage qui s’inspire de Nina Kulagina
- Le Projet Atticus "The Atticus Institute" (film 2015)
- Stranger Things (série tv 2016) personnage de Jane Hopper "Eleven/Onze", Elf.
- The Boys (série télévisée) Saison 3 personnage de Nina « Little Nina » Namenko.

## Sources
1. ↑  Planer, Felix (1980). Superstition. Cassell. pp. 230-234.  (ISBN 0-304-30691-6)
2. ↑  Levy, Joel. (2002). K.I.S.S Guide to the Unexplained. DK Publishing. p. 44.  (ISBN 978-0789489418) "Tricks were employed by Russian housewife and psychic Ninel Kulagina, who was caught using invisible thread to lift tennis balls and hidden magnets to move saltshakers."
3. ↑  Dash, Mike. (1997). Borderlands. William Heinemann Ltd.  (ISBN 978-0434003358) "The Russian psychic Ninel Kulagina, who in the 1960s, produced effects very similar to those of Tomczyk - moving a salt cellar and levitating a table tennis ball - was eventually caught by Soviet parapsychologists using concealed magnets and invisible thread to effect her tricks."
4. ↑  Kravitz, Jerome; Hillabrant, Walter. (1977). The Future is Now: Readings in Introductory Psychology. F. E. Peacock Publishers. p. 301.  (ISBN 0875812155) Quoting Martin Gardner: "Ninel has been caught cheating more than once by Soviet Establishment scientists."
5. ↑  Parodi, Angelo (2005) "Sciences et Esprit: ce que la physique révèle de la croyance mystique".
6. ↑  Mishlove, Jeffrey (1975). "Les racines de la conscience: libération psychique à travers l'histoire, de la science, et de l'expérience" p. 164.